# ベネズエラの国旗
ベネズエラの国旗は、黄・青・赤の三色旗で、中央に星がデザインされている。
元々のデザインは1811年の独立運動時に決められた。現在は左上に国章が配置されている。
黄色は国の豊かさを表し、赤は国民の血と勇気を表し、青はスペインとベネズエラを隔たらせている水を表す。1806年3月12日に初めて使用されたもので、現在でも3月12日を「国旗の日」としている。デザインはその後何度か一部改変され現在に至る。
19世紀前半には独立戦争時代に立ち上がった7植民地州（バルセロナ、バリナス、カラカス、クマナ、マルガリータ、メリダ、トルヒージョ）を表す7つの星が、国旗の中央に追加された。その後1817年、アンゴストゥーラ宣言の中で、シモン・ボリーバルがガイアナの解放を受け8つめの星を追加した。その後は7つ星に変更されたが、2006年3月12日に再び8つに変更された。また、国章の一部も改変され、従来の中央の馬が右方向に走っていたが、左方向に向けられた。この改変について、すべての国旗の変更となりコストが大きくかかる、チャベス左翼政権を象徴している、8つ目の星であるガイアナは現在独立国でありベネズエラの一部ではない、などの批判が起き、国内で大きな論争を呼んでいる。
1954年2月17日、政府用旗および軍旗には左上に国章を配すると制定された。ただし、種々の媒体においては、これと国章のない国旗のどちらをベネズエラの国旗として用いるかはまちまちである。市民用旗、商船旗、国際スポーツ大会などでは、国章のないものが基本的に使用されるが、国章の入りの政府用旗が掲揚されることもある。例として2006年8月2日のWBAライトフライ級タイトルマッチ・亀田興毅対ファン・ランダエタの試合では、国章入りの国旗が掲揚された。また、ヤクルトスワローズ時代のロベルト・ペタジーニ及び東京ヤクルトスワローズ時代のアレックス・ラミレスが打席に立つ際にも、同じ旗が応援席に掲出された。ほか、Unicodeでは、国章のないものが絵文字として採用されている（U+1F1FB）。

?政府用旗および軍旗
大統領旗
海上用大統領旗
海軍用国籍旗

## 歴代の国旗

?1785年までの旗
?1785年の旗
?1785年 - 1810年
?1797年の旗
?1800年の旗
?1806年の旗
?カラカス最高委員会の旗
?1811年の旗
?1813年の旗
?ベネズエラの国旗（1810年–1814年）
?コロンビア共和国の国旗、1819年–1820年
?コロンビア共和国の国旗、1820年–1821年
?コロンビア共和国の国旗、1821年–1831年
?ベネズエラの国旗（1830年–1836年）
?均等帯旗, 帯の比率を元に戻したことで有名である。国章の馬は右を向いている。1836年から1859年まで通用した。
連邦旗, 連邦戦争勃発後に布告された。1859年の一時期に通用した。7星。
新連邦旗,バリナスで承認された。. 1859年から1863年まで通用した。20星。
フアン・クリソストモ・ファルコン大統領の制定した、1863年から1905年までの国旗。7星。
ベネズエラの政府旗（1863年〜1905年、7星）
シプリアーノ・カストロ将軍の制定した1905年から1930年までの国旗。7星。
ベネズエラの政府旗（1905年〜1930年、7星）
ベネズエラの国旗（1930年〜2006年、7星）
ベネズエラの政府旗（1930年〜1954年、7星）
ベネズエラの政府旗（1954年〜2006年、7星）
?ベネズエラの国旗（商船旗・民間旗、2006年、8星） 縦横比: 2:3